# 청량역
청량역(Cheongnyang station, 靑良驛)는 강원특별자치도 강릉시 청량동에 있는 영동선의 신호소이자 종점이다.
이 곳에서 영동선이 경강선에 합류하며, 이 신호소의 개설 후 강릉역은 영동선에서 경강선의 역으로 변경됐다. 2018년 6월 28일에 신설되었다. 이 신호소와 강릉역 사이는 지하 구간이다.
2022년 동해북부선 강릉-제진 구간이 착공되어, 장래 동해북부선은 경강선과 이곳에서 분기할 예정이다.

## 사고
2018년 12월 8일 KTX 강릉선 탈선사고가 이 곳 부근에서 일어났다.

## 역사
- 2018년 6월 28일 : 영주 기점 188.9km 위치에 신호소로 영업 개시[1]